# Relazioni bilaterali tra Unione Sovietica e Stati Uniti

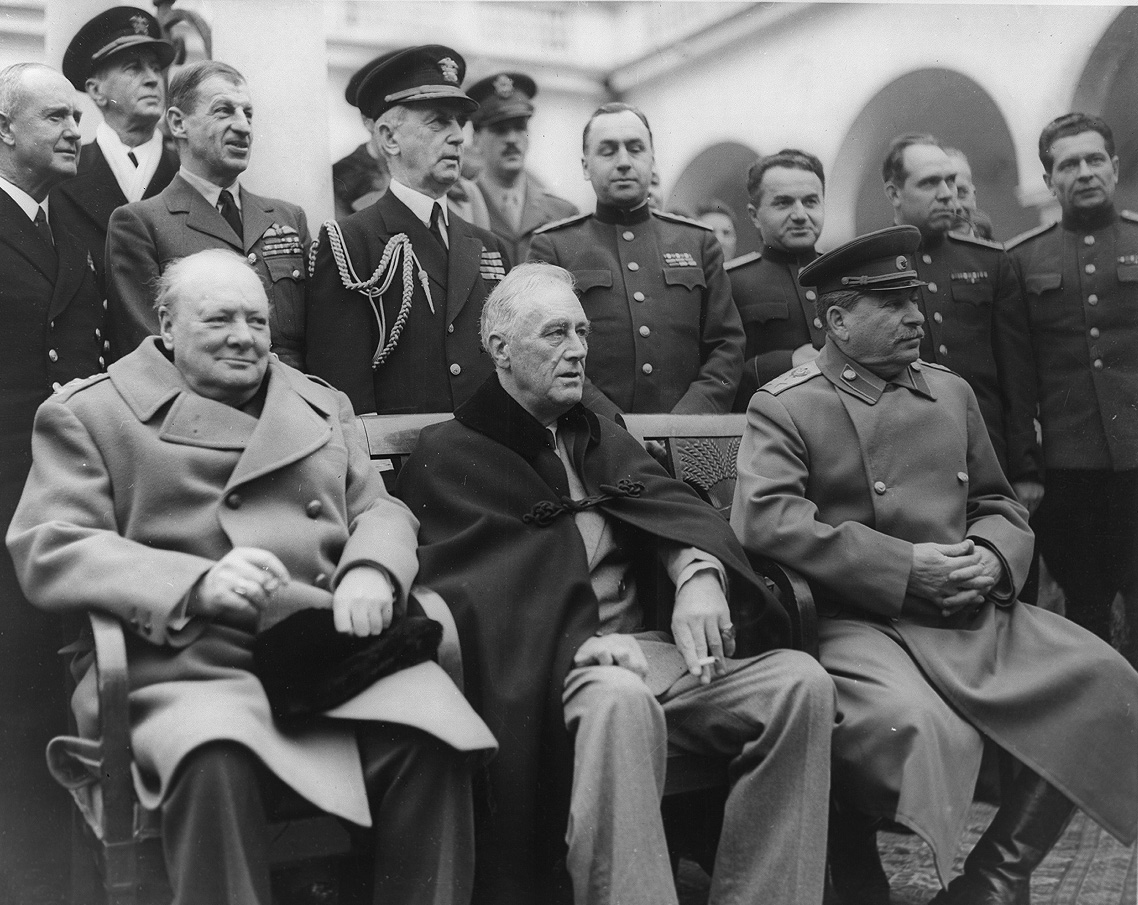
Il primo ministro inglese Winston Churchill, il presidente statunitense Franklin Delano Roosevelt ed il capo dell'Unione Sovietica, Iosif Stalin, a Yalta, in Crimea, Unione Sovietica, nel febbraio del 1945

Le relazioni bilaterali tra Unione Sovietica e Stati Uniti d'America (1922–1991) furono successive alle relazioni bilaterali tra Impero russo e Stati Uniti (1776-1922) e precedenti alle moderne relazioni bilaterali tra Russia e Stati Uniti (1991–oggi). Le piene relazioni diplomatiche tra i due paesi ebbero inizio effettivamente nel 1933, per la reciproca ostilità tra le due nazioni che si allearono unicamente durante la seconda guerra mondiale per interessi comuni. Al termine del conflitto, si verificò tra le due potenze il fenomeno della Guerra fredda, un lungo periodo di relazioni tese tra le due superpotenze che, fortunatamente, venne risolto con la distensione, evitando un nuovo conflitto di portata internazionale.

## Confronto tra le due nazioni
| Nome                                   | Unione Sovietica | Stati Uniti |
| Nome ufficiale                         | Unione delle Repubbliche Socialiste Sovietiche | Stati Uniti d'America |
| -------------------------------------- | --- | --- |
| Stemma/Sigillo                         | | |
| Bandiera                               | Unione Sovietica (bandiera) | Stati Uniti (bandiera) |
| Area                                   | 22.402.200 km² | 9.526.468 km² |
| Popolazione                            | 290.938.469 (1990) | 248.709.873 (1990) |
| Densità di popolazione                 | 6.4/km2 | 34/km2 |
| Capitale                               | Mosca | Washington |
| Principali aree metropolitane          | Mosca | New York |
| Governo                                | Repubblica socialista federale marxista-leninista monopartitica | Repubblica presidenziale bipartitica |
| Partiti politici                       | Partito Comunista dell'Unione Sovietica | Partito democratico Partito repubblicano |
| Lingua                                 | Russo | Inglese (americano) |
| Moneta                                 | Rublo sovietico | Dollaro statunitense |
| Redditi                                | 2.659 trilioni di dollari (circa 9896 dollari pro capite) | 5.79 trilioni di dollari (circa 24.000 dollari pro capite) |
| Agenzie di intelligence                | KGB | CIA |
| Spese militari                         | 290 bilioni di dollari (1990) | 409.7 bilioni di dollari (1990) |
| Grandezza dell'esercito                | Esercito sovietico - 56.100 carri armati | Esercito statunitense - 20.100 carri armati |
| Grandezza della marina                 | Marina sovietica (1990) - 63 missili balistici sottomarini - 72 missili cruise sottomarini - 64 sottomarini nucleari - 65 sottomarini - 9 sottomarini ausiliari - 6 portaerei - 4 incrociatori da battaglia - 30 incrociatori - 45 distruttori - 113 fregate - 124 corvette - 35 mezzi anfibie | Marina statunitense (1990) - 36 missili balistici sottomarini - 89 sottomarini - 17 portaerei - 4 navi da guerra - 42 incrociatori - 52 distruttori - 103 fregate - 67 mezzi anfibi |
| Grandezza dell'aviazione               | Aviazione sovietica (1990) - 435 bombardieri - 5665 aerei da combattimento - 1015 ricognitori - 84 rifornitori - 620 trasporti | Aviazione statunitense (1990) - 327 bombardieri - 4155 aerei da combattimento - 533 ricognitori - 618 rifornitori - 1295 trasporti |
| Testate nucleari (totali)              | 37.000 (1990) | 10.904 (1990) |
| Alleanza economica                     | Comecon | CEE Organizzazione per la cooperazione e lo sviluppo economico |
| Alleanza militare                      | Patto di Varsavia | NATO |
| Paesi alleati durante la Guerra Fredda | Patto di Varsavia: - Albania (sino al 1961) - Bulgaria - Cecoslovacchia - Germania Est - Ungheria - Polonia - Romania Altri alleati: - Afghanistan (1979–1991) - Algeria - Angola - Bangladesh (1972–1976) - Benin - Birmania - Cina (1949–1961) - Congo - Cuba - Egitto - Etiopia (1974–1987) - Etiopia (1987–1991) - Ghana - Grenada (1979–1983) - Iraq - Cambogia (1979–1989) - Laos (dal 1975) - Libia - Madagascar - Mali - Mongolia - Mozambico - Nicaragua - Corea del Nord - Palestina (dal 1988) - Somalia (sino al 1977) - Yemen - Siria - (Vietnam del Nord sino al 1976) - Jugoslavia (sino al 1948) | NATO: - Belgio - Canada - Danimarca - Francia - Germania Ovest - Grecia - Italia - Lussemburgo - Norvegia - Paesi Bassi - Portogallo - Regno Unito - Spagna - Turchia Status degli Stati Baltici durante l'occupazione: - Estonia - Lettonia - Lituania Altri alleati: - Argentina - Australia - Bahrein - Bielorussia (in esilio) - Bolivia - Botswana - Brasile - Regno di Cambogia (1953-1970) - Cile - Cuba (sino al 1959) - Cipro - Impero etiope (sino al 1974) - Guinea - Indonesia - Iran (sino al 1979) - Israele - Giappone - Giordania - Cambogia (in esilio) - Kenya - Repubblica Khmer (1970–1975) - Kuwait - Laos (sino al 1975) - Liberia - Malaysia - Messico - Marocco - Nuova Zelanda - Yemen - Oman - Pakistan - Paraguay - Filippine - Polonia (in esilio) - Qatar - Romania (alleato parziale) - Arabia Saudita - Singapore - Somalia (dal 1978) - Sudafrica - Corea del Sud - Vietnam del Sud (1955–1975) - Taiwan (Repubblica di Cina) - Thailandia - Ucraina (in esilio) - Emirati Arabi Uniti - Uruguay - Jugoslavia (dopo 1948, alleato parziale) - Zaire |

Capi dell'Unione Sovietica e degli Stati Uniti dal 1917 al 1991.

## Storia

### Relazioni prima della seconda guerra mondiale

#### 1917–1932

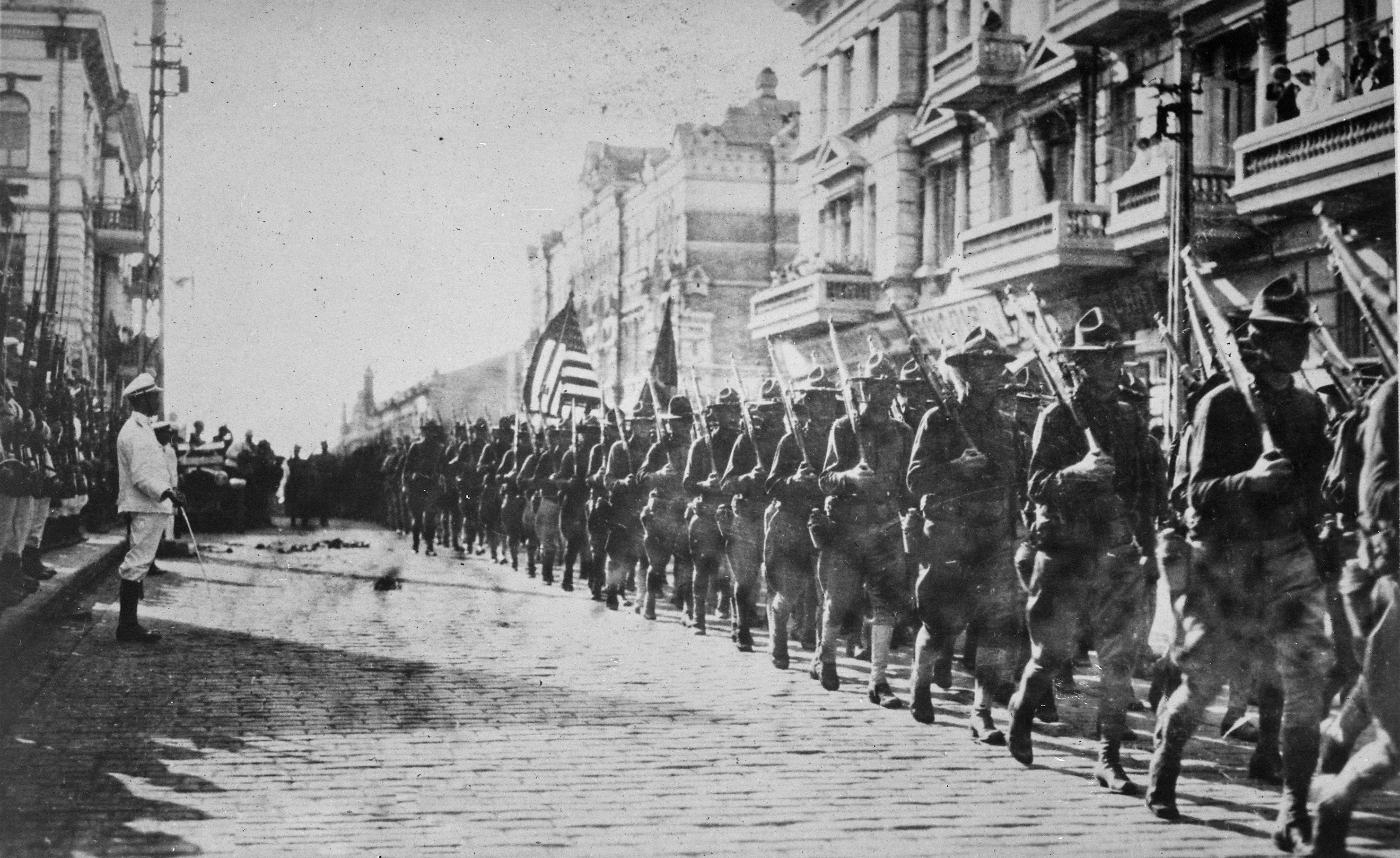
Truppe americane marciano su Vladivostok a seguito dell'intervento alleato nella rivoluzione russa, nell'agosto del 1918

Dopo la presa del potere in Russia da parte dei bolscevichi con la rivoluzione di ottobre, Vladimir Lenin decise di ritirare la Russia dalla prima guerra mondiale, permettendo così alla Germania di riorganizzare alcune delle proprie truppe sul fronte occidentale, il che spinse molte potenze alleate a ritenere la Russia alla stregua di uno stato traditore e violatore dei principi della Triplice intesa, in particolare dopo la firma di una pace separata. Nel 1918, Lenin si rivolse alla classe lavoratrice americana per spronarla a dare vita anche negli Stati Uniti ad una rivoluzione di stampo socialista, grazie ad una Pravda, una lettera aperta che condannava gli Stati Uniti per l'essersi schierati con l'Impero britannico durante il primo conflitto mondiale, tacciando la politica estera degli americani in America Latina come imperialismo e prendendo ad esempio la guerra civile americana come inizio di un conflitto di classe di stampo rivoluzionario. Il presidente statunitense Woodrow Wilson dal canto suo venne sempre più frequentemente informato delle violazioni dei diritti umani perpetuate dalla nuova Unione Sovietica e si oppose all'ateismo proclamato dal nuovo regime russo oltre alla sua economia pilotata esclusivamente dal partito. Egli era altresì preoccupato dal fatto che le ideologie del marxismo-leninismo potessero diffondersi nel resto del mondo occidentale, e per questo pubblicò i suoi Quattordici Punti in parte per spronare il liberalismo nei governi democratici come alternativa all'ideologia del comunismo.
Ad ogni modo, il presidente Wilson era convinto che la Russia si trovasse in un periodo di transizione che sarebbe certamente sfociato nel progressivismo, nel libero mercato e nella democrazia dopo la fine del caos della rivoluzione russa e che un qualsiasi intervento degli Stati Uniti nel conflitto si sarebbe ritorto contro gli americani. Egli era comunque favorevole all'idea di veder creata una Polonia indipendente, come pure il suo principale oppositore politico, Henry Cabot Lodge credeva che l'Ucraina dovesse essere resa nuovamente indipendente. Malgrado ciò, gli Stati Uniti, temendo l'espansionismo giapponese nel territorio russo e per il loro supporto alla Legione Cecoslovacca, inviarono un gruppo di truppe nella Russia settentrionale ed in Siberia. Gli Stati Uniti fornirono indirettamente anche aiuti in forma di cibo e rifornimenti al movimento dei Bianchi.
Alla Conferenza di pace di Parigi nel 1919 il presidente Wilson ed il primo ministro inglese David Lloyd George, malgrado le obbiezioni del presidente francese Georges Clemenceau e del ministro degli esteri italiano Sidney Sonnino, spinsero per la convocazione di un summit a Prinkipo tra i Bolscevichi ed il movimento dei Bianchi per formare un'unica delegazione alla Conferenza. Il ministero degli esteri russo, sotto la guida di Leon Trotsky e Georgy Chicherin, ricevette degli inviati inglesi ed americani ma non manifestò alcuna intenzione di avere a che fare coi membri della Conferenza che erano reputati unicamente dei vecchi capitalisti che la rivoluzione avrebbe spazzato via. Dal 1921, dopo che i Bolscevichi ebbero mano libera nella rivoluzione a seguito dell'esecuzione della famiglia imperiale russa, ripudiarono il debito zarista e pretesero che l'intera classe lavoratrice del mondo divenisse parte di un'unica nazione con i medesimi ideali all'insegna del comunismo. Oltre alla rivoluzione, le relazioni divennero tese in quanto diverse industrie in Russia vennero nazionalizzate.
I leader della politica estera americana rimasero convinti del fatto che l'Unione Sovietica fosse una minaccia ostile ai valori americani. Il segretario di stato repubblicano Charles Evans Hughes rifiutò ogni riconoscimento ufficiale dello stato, dicendo all'unione dei lavoratori americani che "quanti controllano Mosca non hanno desistito dal loro proposito primario di distruggere ogni governo esistente non appena ne avessero la possibilità, in tutto il mondo." Sotto il presidente Calvin Coolidge, il segretario di stato Frank B. Kellogg disse che il l'agenzia internazionale del Cremlino, il Comintern, stava programmando un'aggressione contro altre nazioni, inclusi gli Stati Uniti col fine di "ribaltare l'ordine esistente". Herbert Hoover nel 1919 aveva avvisato Wilson con queste parole: "Non possiamo nemmeno lontanamente dare riconoscimento a questa tirannia di omicidi senza stimolare azioni di radicalismo in ogni paese in Europa e senza trasgredire all'ideale nazionale, persino al nostro." Robert F. Kelley, zelante funzionario di stato e strenuo oppositore del comunismo, si preoccupò in questo senso di formare una generazione di specialisti per combattere la nuova ideologia, dando spazio a personaggi del calibro di George Kennan e Charles Bohlen. Kelley era convinto del fatto che il Cremlino stesse per elaborare un piano contro il capitalismo del mondo intero.
Nel frattempo, il Regno Unito e altre nazioni europee riaprirono le loro relazioni con Mosca, in particolare il commercio, anche se rimasero sospettose nei confronti dell'ideologia del comunismo e infuriati per il rifiuto del debito zarista da parte del Cremlino. Al di fuori del governo di Washington, in generale l'America era favorevole alla ripresa delle relazioni con la Russia, in particolare in termini economici. Henry Ford, si confinse del fatto che il commercio fosse il mezzo migliore per vincere le ostilità e per questo si impegnò personalmente con la sua Ford Motor Company per costruire un'industria di trattori e introdurne l'uso in Russia. L'architetto Albert Kahn divenne uno dei consulenti per la costruzione di nuove industrie nell'Unione Sovietica nel 1930. Alcun intellettuali di sinistra mostrarono pure interesse nei confronti dell'Unione Sovietica e del suo pensiero. Dopo il 1930, diversi di questi divennero membri del partito comunista statunitense o si impegnarono a fare campagna a livello nazionale per l'Unione Sovietica. Il movimento lavoratore americano rimase diviso, con la American Federation of Labor (AFL) che si qualificò come una fortezza dell'anticomunismo, mentre altri elementi della sinistra americana sul finire degli anni '30 ridiedero vita al Congress of Industrial Organizations (CIO).

#### Il riconoscimento nel 1933

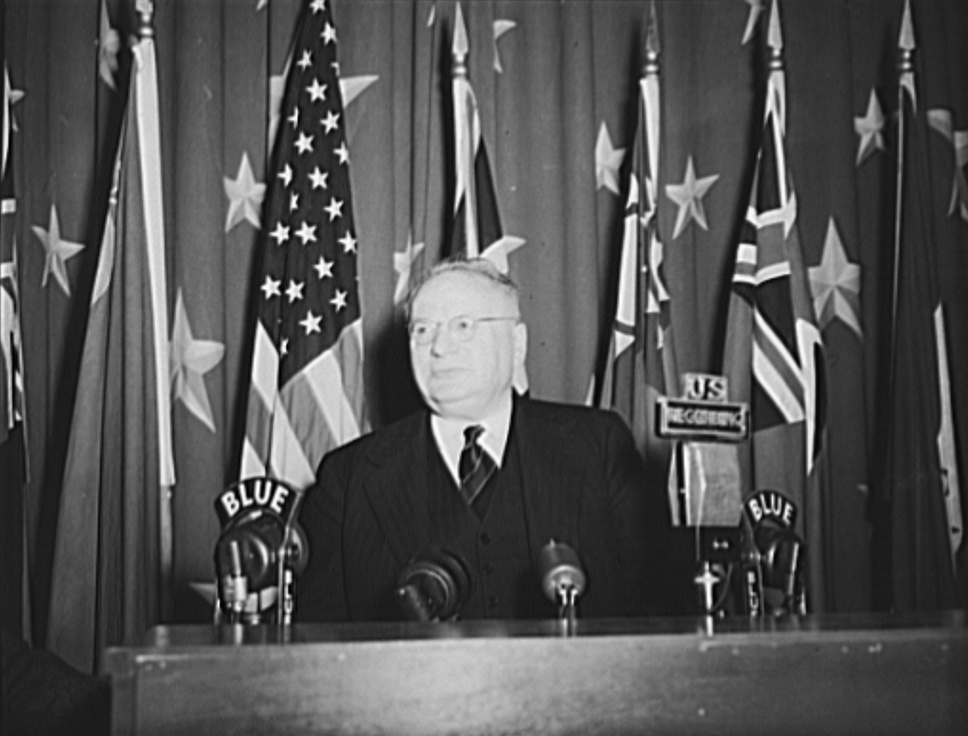
Maxim Litvinov, ministro degli esteri sovietico (1930–1939) ed ambasciatore presso gli Stati Uniti (1941–1943)

Dal 1933, le vecchie paure per una minaccia comunista erano ormai sorpassate e la comunità commerciale americana, oltre agli editori di giornali, richiedevano un riconoscimento diplomatico dell'Unione Sovietica da parte degli Stati Uniti. I primi erano interessati ad un commercio su vasta scala, ma il governo statunitense era ancora speranzoso di ottenere il pagamento dei debiti contratti a suo tempo dalla Russia zarista e nel contempo premeva perché non vi fossero ulteriori intromissioni di tipo sovversivo durante il mandato del presidente Franklin D. Roosevelt; quest'ultimo, con l'assistenza dell'amico e consigliere Henry Morgenthau, Jr. e dell'esperto del mondo russo William Bullitt, bypassò il Dipartimento di Stato per iniziare a prendere in considerazione un'apertura ad est. Roosevelt commissionò un sondaggio dell'opinione pubblica tramite i 1100 editori di giornali presenti sul suolo americano: il 63% degli intervistati si disse favorevole al riconoscimento dell'Unione Sovietica ed il 27% si disse contrario. Roosevelt incontrò personalmente i capi cattolici per comprendere meglio le loro obbiezioni. Inviò il ministro degli esteri russo Maxim Litvinov a Washington per una serie di incontri ad alto livello nel novembre del 1933. Lui e Roosevelt si accordarono per ottenere la libertà religiosa a quegli americani che lavoravano nell'Unione Sovietica. L'URSS inoltre promise di non interferire negli affari interni degli Stati Uniti con l'intento di riprendere normali relazioni tra i due paesi. Entrambe le parti si accordarono per posticipare la questione del debito zarista ad altra futura occasione. Roosevelt annunciò il raggiungimento dell'accordo alla nazione ma vi anche furono alcune lamentele.
Ad ogni modo, pochi furono i progressi in campo economico e nessuno sulla questione del debito che tanto stava a cuore all'America e alle altre nazioni che erano creditrici nei confronti della russia. Gli storici Justus D. Doenecke e Mark A. Stoler hanno notato come "entrambe le nazioni si trovarono disilluse dall'accordo." Molti uomini d'affari americani si aspettavano ulteriori introiti da un commercio su più vasta scala, bonus che però non si materializzarono mai.
Roosevelt nominò William Bullitt ambasciatore dal 1933 al 1936. Bullitt giunse a Mosca con i migliori intenti per migliorare le relazioni tra americani e russi, ma la sua visione nei confronti della leadership sovietica del paese compromise buona parte del suo delicato lavoro diplomatico. Alla fine del suo incarico, infatti, Bullitt era ormai apertamente ostile al governo sovietico e rimase un fervido anticomunista per il resto della sua vita.

### La seconda guerra mondiale (1939–45)
Prima che i tedeschi decidessero di invadere l'Unione Sovietica nel giugno del 1941, le relazioni tra Russia e Stati Uniti rimasero tese, dal momento che l'invasione sovietica della Finlandia, il patto Molotov-Ribbentrop, l'invasione sovietica degli stati baltici e l'invasione sovietica della Polonia avevano pesato non poco sullo scenario internazionale, portando l'Unione Sovietica all'espulsione dalla Lega delle Nazioni. Con l'invasione tedesca del 1941, l'Unione Sovietica entrò a far parte del Trattato di Mutua Assistenza con la Gran Bretagna e ricevette anche aiuti dal programma americano di Lend-Lease, alleviando le tensioni tra americani e russi, rendendo le due potenze alleate contro il nemico comune della Germania nazista e delle potenze dell'Asse.
Attraverso la cooperazione in una serie di azioni tra Stati Uniti e Unione Sovietica e altre potenze alleate, gli americani fornirono ai russi un gran quantitativo di armi, navi, aerei, rifornimenti, materiale strategico e cibo attraverso il programma di Lend-Lease. Americani e russi erano uniti insieme nella guerra alla Germania come pure già iniziavano a contendersi la sfera d'influenza ideologica nel mondo.

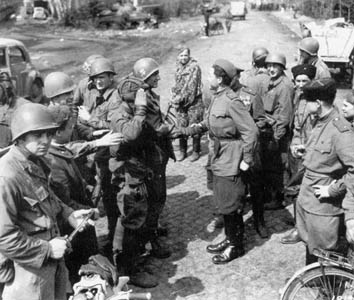
Truppe sovietiche ed americane insieme nell'aprile del 1945, ad est del fiume Elba.

L'associazione culturale America-Russia organizzò negli Stati Uniti per l'anno 1942 un tour per incoraggiare i legami culturali tra Unione Sovietica e Stati Uniti, con Nicholas Roerich quale presidente onorario. Il progetto ad ogni modo naufragò definitivamente con la morte di Roerich nel 1947.
In totale, gli Stati Uniti spedirono attraverso il programma Lend-Lease l'ammontare di 11 miliardi di dollari in materiali: più di 400.000 tra jeep e camion; 12.000 veicoli corazzati (tra cui 7000 carri armati, 1386 dei quali modello M3 Lee/Grant e 4102 M4 Sherman); 11.400 aerei (4719 dei quali modello Bell P-39 Airacobra) e 1,75 milioni di tonnellate di cibo
Circa 17.5 milioni di tonnellate di equipaggiamento militare, veicoli, rifornimenti industriali e cibo vennero inviati via mare dall'emisfero occidentale all'Unione Sovietica, di cui il 94% proveniva dagli Stati Uniti. Per confronto, un totale di 22 milioni di tonnellate vennero fornite in Europa dalle forze americane tra il gennaio del 1942 ed il maggio del 1945. È stato stimato che le spedizioni effettuate dagli statunitensi verso i russi attraverso il corridoio persiano da sole furono sufficienti (secondo gli standard americani) a mantenere sei divisioni militari in linea di combattimento.
Gli Stati Uniti inviarono all'Unione Sovietica dal 1º ottobre 1941 al 31 maggio 1945 un totale di 427.284 camion, 13.303 veicoli da combattimento, 35.170 motocicli, 2328 veicoli di sorveglianza, 2.670.371 tonnellate di prodotti petroliferi (in particolare gasolio e petrolio), 4.478.116 tonnellate di cibo (carne in scatola, zucchero, farina, sale, ecc.), 1911 locomotive a vapore, 66 locomotive diesel, 9920 rimorchi, 1000 bulldozer, 120 vagoni ferroviari e 35 macchine corazzate. I beni militari inviati (munizioni, proiettili d'artiglieria, mine, esplosivi assortiti) ammontavano al 53% della produzione interna americana degli stessi.
L'assistente personale del presidente Harry Hopkins, nel suo memorandum, scrisse:

### La Guerra Fredda (1947–91)
La fine della seconda guerra mondiale vide la ripresa delle precedenti divisioni tra Russia e Stati Uniti. L'espansione dell'influenza comunista nell'Europa orientale dopo la sconfitta della Germania preoccupò non poco le economie occidentali, contraddistinte da un mercato liberale, in particolare quella degli Stati Uniti che aveva una sfera economica e politica primaria nell'Europa occidentale. Le due nazioni promossero due ideologie economiche e politiche opposte e le due nazioni entrarono in competizione per l'influenza internazionale. Questo scontro portò con sé questioni geopolitiche, ideologiche ed economiche a partire dall'annuncio della Dottrina Truman il 12 marzo 1947 sino allo scioglimento dell'Unione Sovietica il 26 dicembre 1991, ovvero quel periodo storicamente denominato come Guerra Fredda che perdurò per un totale di 45 anni.
L'Unione Sovietica fece detonare la propria prima bomba nucleare di prova nel 1949, ponendo fine al monopolio degli Stati Uniti sulle armi nucleari. Gli Stati Uniti e l'Unione Sovietica si impegnarono in una corsa agli armamenti nucleari che persistette sino al collasso dell'Unione Sovietica. Andrei Gromyko era il ministro degli esteri russo all'epoca e rimase nel suo incarico per moltissimo tempo.

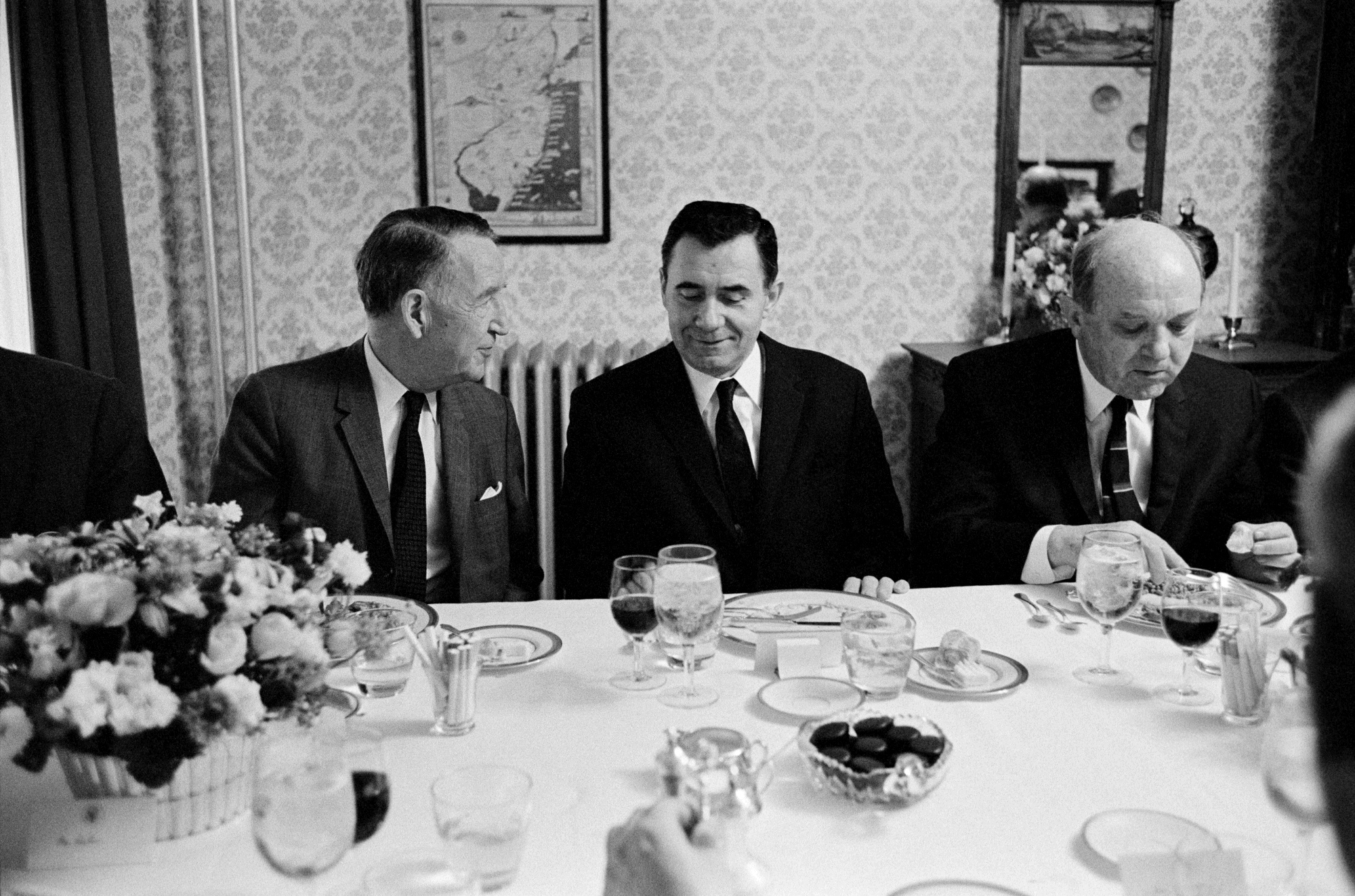
Da sinistra a destra Llewellyn Thompson, il ministro degli esteri sovietico Andrei Gromyko, e Dean Rusk

Dopo la sconfitta della Germania, gli Stati Uniti cercarono aiuto negli alleati dell'Europa occidentale offrendo aiuti economici col piano Marshall. Gli Stati Uniti estesero il piano Mashall all'Unione Sovietica, ma gli americani sapevano bene che i russi non avrebbero mai accettato le loro condizioni ed in particolare nella visione che avevano i sovietici degli ideali economici americani, tipici di una democrazia borghese del tutto contraria al comunismo stalinista. Con la crescente influenza nell'Europa orientale, l'Unione Sovietica cercò di rafforzare i suoi legami con gli aderenti al Comecon costituito nel 1949, mentre gli Stati Uniti cercarono di rafforzare i legami coi loro alleati in Europa occidentale con la formazione della NATO, che sostanzialmente era un accordo militare. L'Unione Sovietica rispose col patto di Varsavia che andò a creare il blocco orientale dei paesi nella sfera russa.

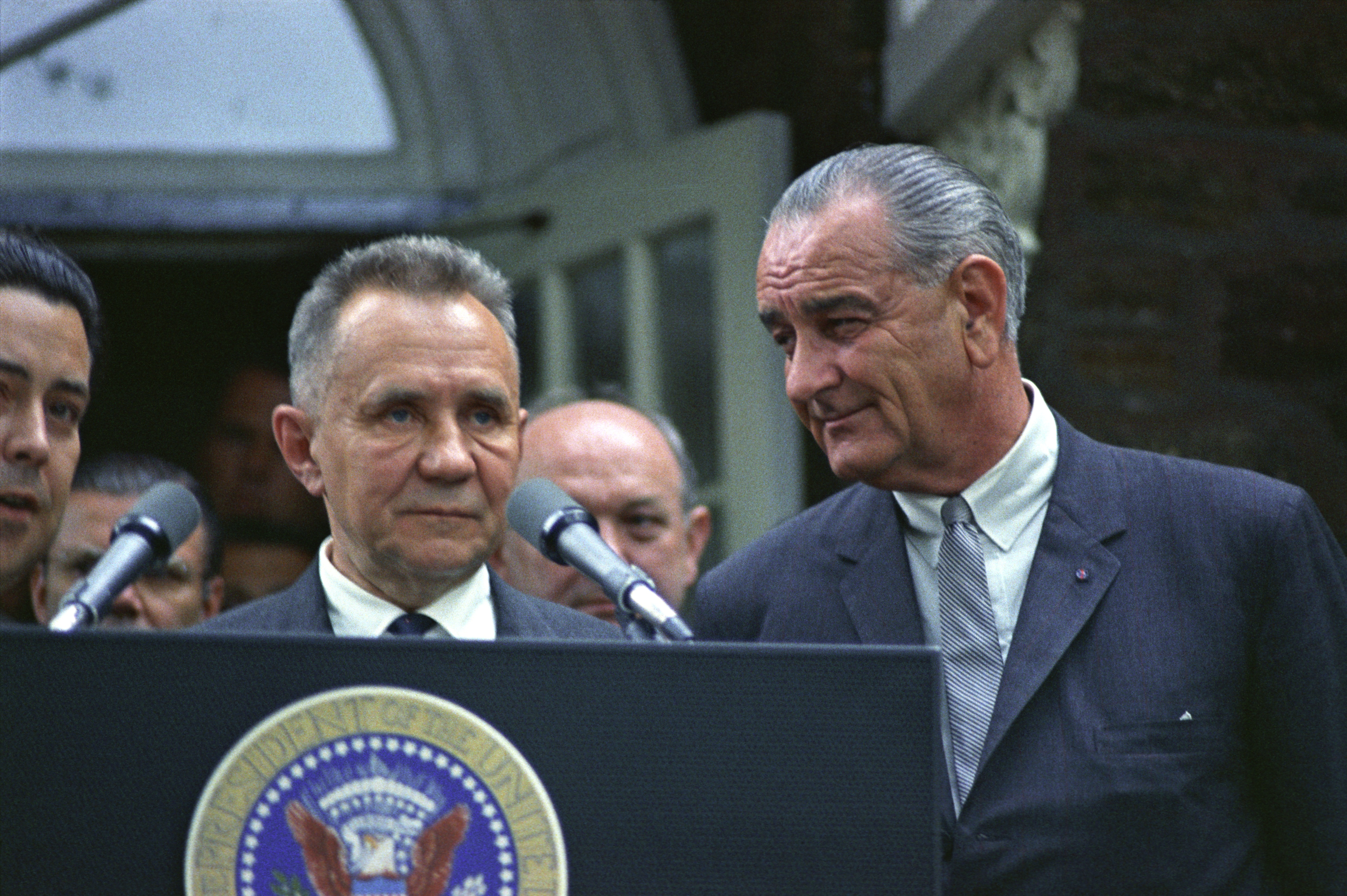
Il premier sovietico Alexei Kosygin col presidente americano Lyndon B. Johnson alla Glassboro Summit Conference del 1967.

#### Distensione
Il periodo storicamente definito come "distensione" iniziò nel 1969, come elemento pregnante della politica estera della presidenza di Richard Nixon e del suo principale consigliere, Henry Kissinger. I due volevano la fine della politica di contingentamento e la ripresa di relazioni amichevoli con l'URSS e la Cina. Queste due ultime potenze erano rivali nel mercato e Nixon pensava che si sarebbero schierate entrambe col governo di Washington per non dare all'altro rivale un vantaggio dato dall'apporto dell'America. Uno dei principali termini di adesione di Nixon fu il fatto che entrambe le nazioni dovevano bloccare gli aiuti al Vietnam del Nord nella guerra del Vietnam, cosa che fecero entrambe. Nixon e Kissinger promossero un notevole dialogo col governo sovietico, con incontri regolari e negoziati sul controllo delle armi oltre ad accordi bilaterali. Brezhnev incontrò Nixon ai summit di Mosca nel 1972, di Washington nel 1973 e nuovamente a quello di Mosca nel 1974. I due statisti divennero inoltre amici personali.
Il periodo venne caratterizzato dalla firma di alcuni trattati come gli Accordi SALT o gli Accordi di Helsinki. Un altro trattato, lo START II, venne discusso ma non venne mai rettificato dagli Stati Uniti. Ancora oggi gli storici discutono sul fatto se la distensione abbia raggiunto effettivamente un periodo di pacificazione o se essa fosse solo apparente o di convenienza.

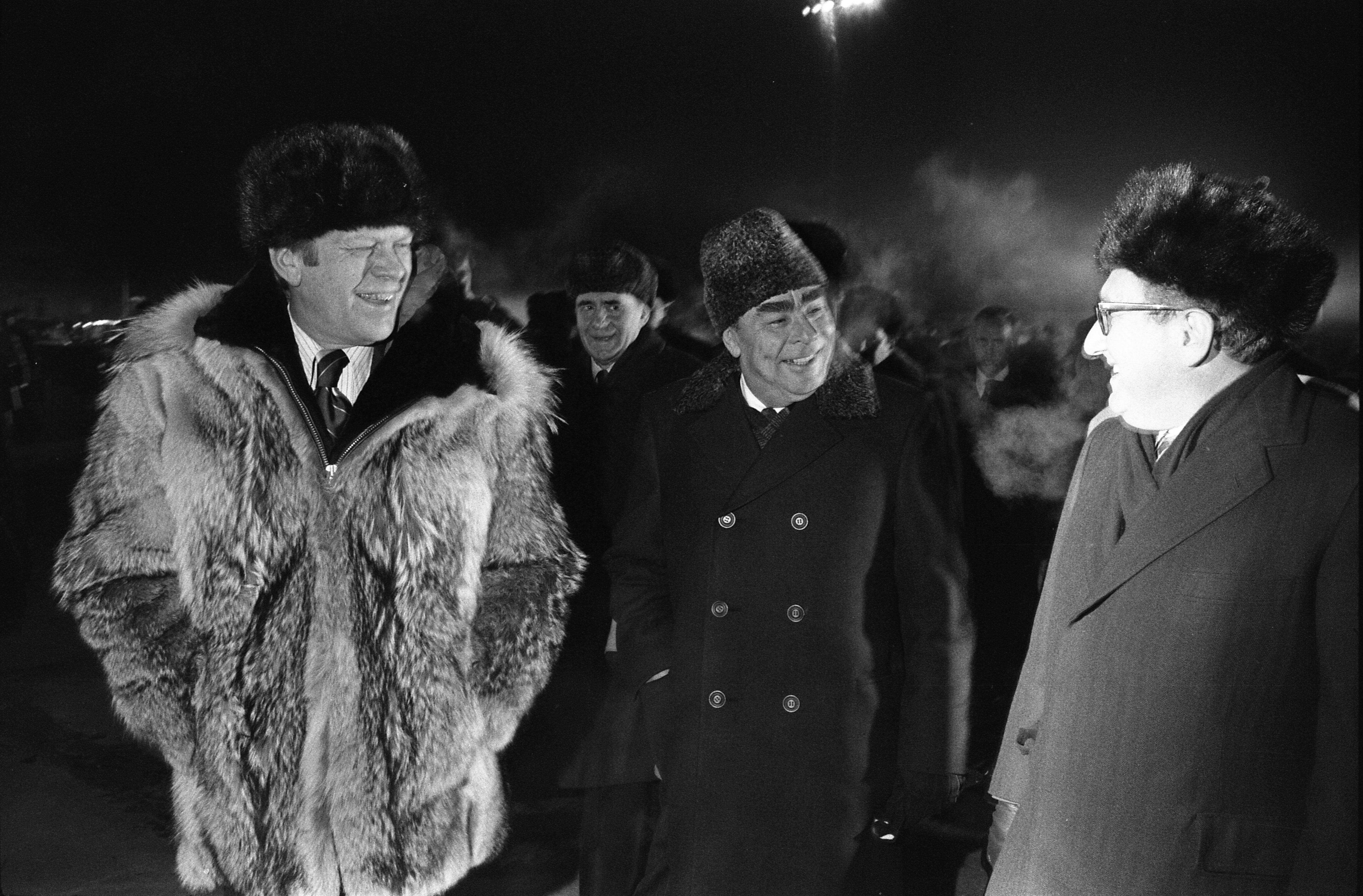
Il presidente Gerald Ford, il segretario generale Leonid Brezhnev, ed Henry Kissinger parlano informalmente al summit di Vladivostok del 1974

Dopo la crisi missilistica cubana del 1962, le due superpotenze si accordarono per installare una linea telefonica diretta tra Washington D.C. e Mosca (il cosiddetto telefono rosso), che permetteva ai leader di entrambi i paesi di entrare immediatamente in comunicazione l'uno con l'altro in caso di urgenza, riducendo così le possibilità di future crisi che potevano sfociare in una guerra su vasta scala. La distensione tra Stati Uniti e Unione Sovietica rappresentò anche un allentamento delle tensioni anche in campo ideologico da ambo le parti, assicurando inoltre un'ulteriore riduzione delle armi di sovietici ed americani. Negli Accordi di Helsinki, i russi promisero libere elezioni in Europa senza la loro influenza.

### La ripresa della Guerra Fredda

#### La fine della distensione
La distensione terminò dopo l'intervento sovietico in Afghanistan, fatto che portò gli Stati Uniti a boicottare le olimpiadi estive di Mosca del 1980. L'elezione di Ronald Reagan nel 1980, la cui vittoria si era basata in gran parte su una campagna elettorale contraria alla distensione, segnò la fine della distensione ed il ritorno alla tensione della Guerra Fredda. Nella sua prima conferenza stampa, il presidente Reagan disse: "La distensione è stata una strada a senso unico che l'Unione Sovietica ha utilizzato per perseguire i propri fini." A seguito di queste parole, le relazioni divennero sempre più aspre con una sollevazione in Polonia, e coinegoziati SALT II, oltre che con le prove NATO del 1983 che portarono le due superpotenze quasi sull'orlo della guerra nucleare.
Stati Uniti, Pakistan ed i loro alleati supportarono i ribelli afghani. Per punire Mosca, il presidente Jimmy Carter impose un embargo del grano verso la Russia. Questo fatto, ad ogni modo, colpì profondamente i coltivatori americani più che l'economia sovietica, ed il presidente Reagan venne costretto a riprendere le vendite nel 1981. Altre nazioni infatti continuarono a vendere i loro prodotti all'Unione Sovietica, la quale quindi disponeva di ampie scorte personali.

#### Reagan attacca "l'impero del male"

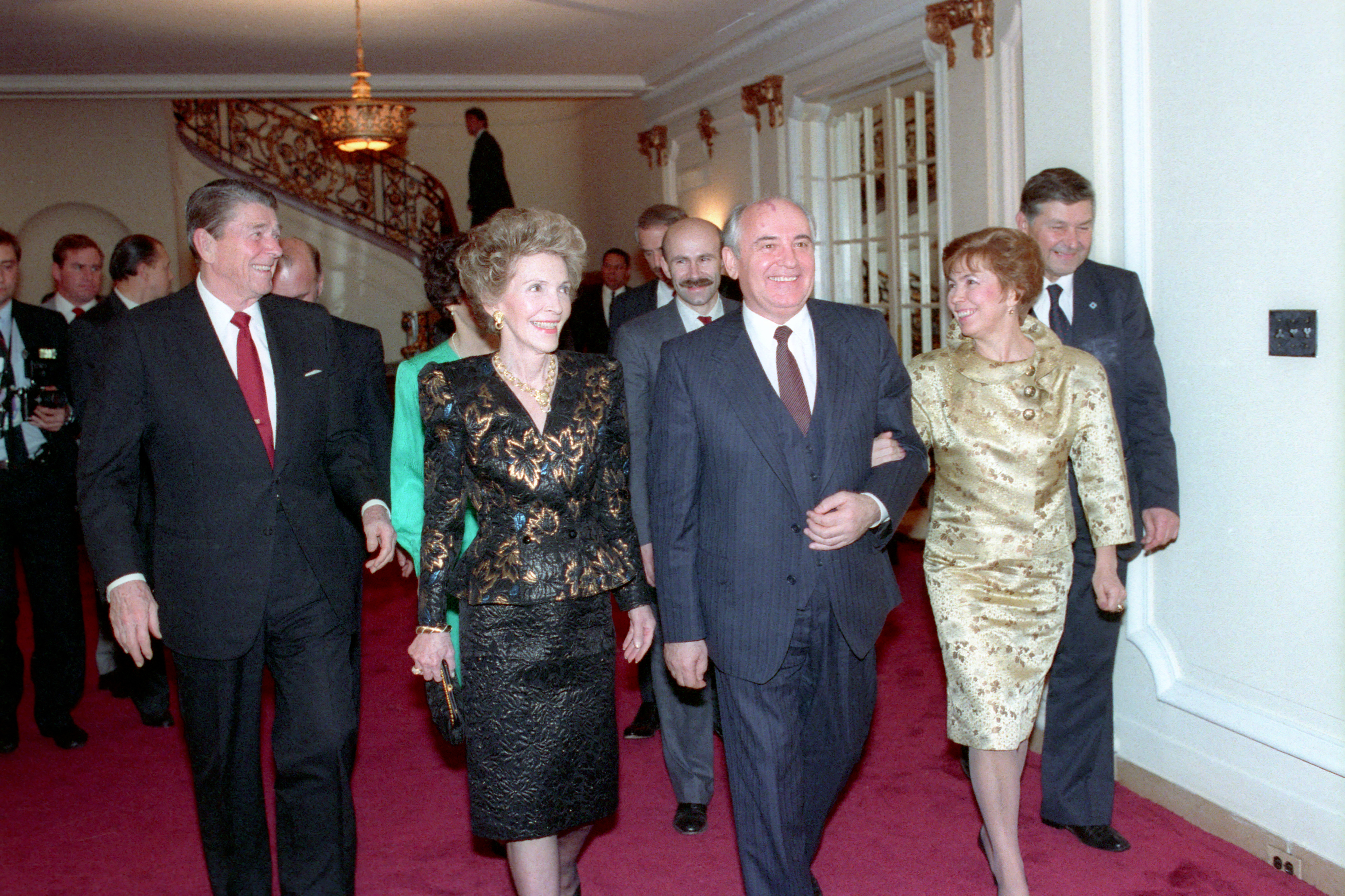
Ronald Reagan e Mikhail Gorbachev con le rispettive mogli ad una cena tenutasi presso l'ambasciata sovietica a Washington, il 9 dicembre 1987

Reagan accelerò la Guerra Fredda, rompendo la delicata politica della distensione dopo l'invasione sovietica dell'Afghanistan del 1979. Reagan temeva che l'Unione Sovietica avrebbe tratto troppo vantaggio militare rispetto agli Stati Uniti e la sua amministrazione era concorde nel ritenere che l'innalzamento della spesa militare avrebbe dimostrato la superiorità militare degli Stati Uniti e messo in crisi l'economia sovietica. Reagan ordinò la costruzione di diversi apparecchi bellici, tra cui il bombardiere B-1 Lancer, il bombardiere B-2 Spirit, i missili cruise, il missile MX e 600 nuove navi per la marina statunitense. In risposta, l'Unione Sovietica dispiegò i suoi SS-20. Il presidente americano, inoltre, denunciò l'Unione Sovietica ed il comunismo sotto l'aspetto morale, descrivendo la Russia dell'epoca come l'"Impero del male".

### La fine della Guerra Fredda
Al Summit di Malta del dicembre del 1989, entrambi i leader di Stati Uniti e Unione Sovietica decretarono la fine della Guerra Fredda. Nel 1991, i due paesi furono partners nella Guerra del Golfo contro l'Iraq, da tempo alleato sovietico ed ora nemico. Il 31 luglio 1991, lo START I ridusse ulteriormente il numero delle testate nucleari di ambo i paesi e venne siglato dal segretario generale sovietico Mikhail Gorbachev e dal presidente statunitense George Bush. Ad ogni modo, alcuni storici sono soliti ritenere la Guerra Fredda come terminata alla fine del 1991, cioè con lo scioglimento dell'Unione Sovietica.